# Marcus Pode
Marcus Pode est un footballeur suédois né le 27 mars 1986 à Malmö, évoluant au poste d’attaquant pour Trelleborgs FF en 1re division Suédoise.

## Biographie
La carrière de Marcus Pode démarre à Malmö en 2006. Sous la houlette de Tom Prahl, le jeune attaquant est régulièrement aligné dans l'équipe première. Mais l'arrivée aux commandes de Sören Åkeby, change la donne et l'attaquant peine désormais à trouver place dans l'attaque de MFF. Il se fait néanmoins remarquer par le club Danois de FC Nordsjælland et s'engage, à l'été 2007, pour 4 ans avec le club de Farum. 
Régulièrement aligné en début de saison, il ne confirme pourtant pas les espoirs placés en lui et devient, dès le mois d'octobre la cible de la presse spécialisée qui le considère comme l'un des plus gros flops du recrutement estival du championnat Danois.
En perte de temps de jeu et touché par de nombreuses blessures, il choisit de quitter le Danemark durant l'hiver 2009 pour rejoindre Trelleborgs FF désormais coaché par son ancien entraîneur à Malmö, Tom Prahl.